# Кухня Доминики

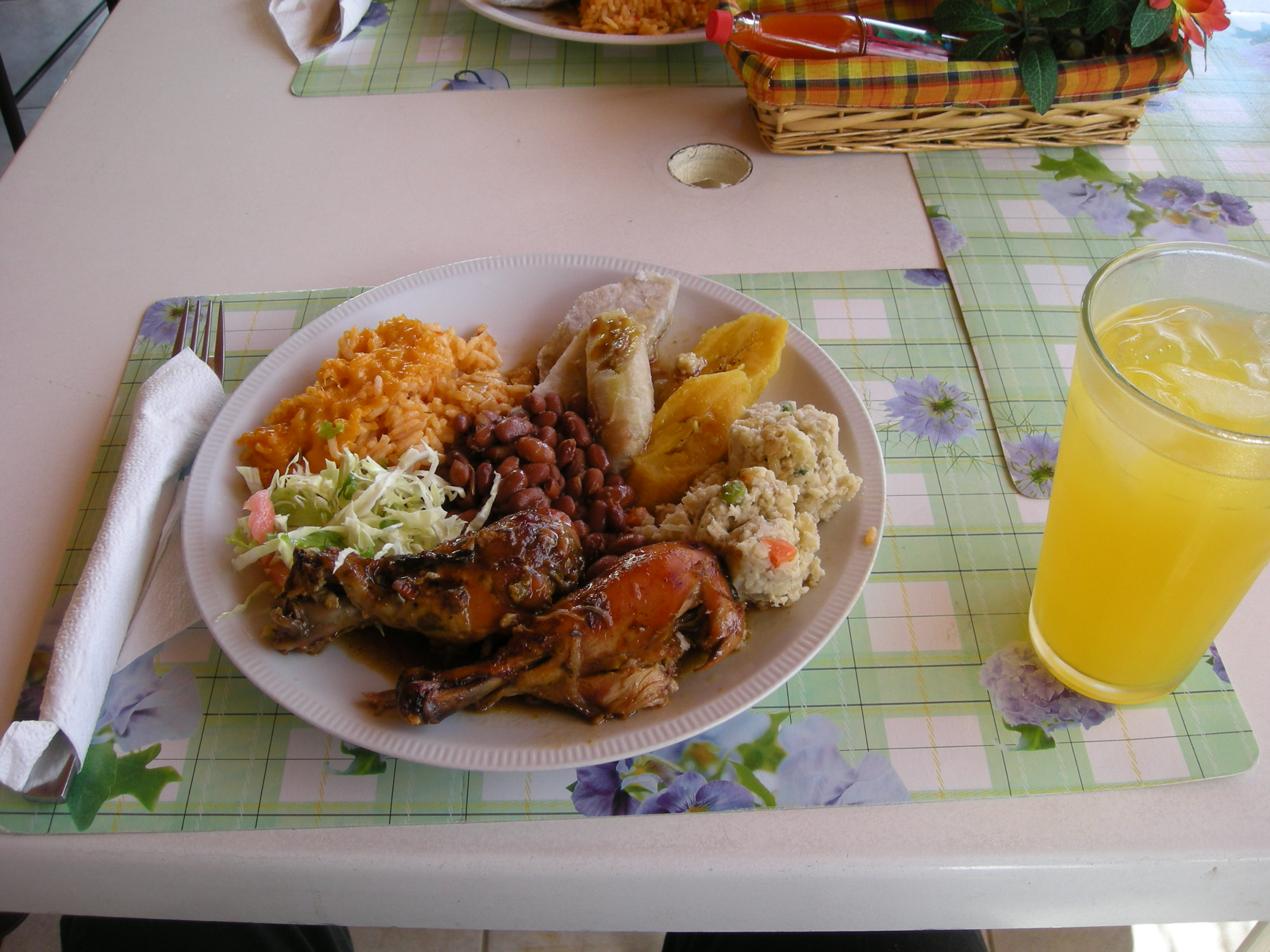
Креольский ланч в Доминике

Кухня Доминики (англ. Dominica cuisine) — кухня островного государства Доминика. Основана на креольских методах приготовления с использованием местных продуктов, приправленных пряностями, произрастающими на острове.

## Блюда
Кухня Доминики похожа на кухню многих других стран Карибских островов, включая Тринидад и Сент-Люсию, но доминиканские блюда имеют собственные характерные черты. Завтрак — важный приём пищи на Доминике. Он включает соленую рыбу, например, сушёную или солёную треску, и булочки, приготовленные из жареного теста, которые раскупают с утра перед рабочими буднями. Солёная рыба и выпечка также могут использоваться в качестве закусок, снеков в фаст-фуде, которые едят в течение дня. Продавцы на улицах Доминики продают эти закуски прохожим вместе с жареным цыплёнком, рыбой и смузи. Другие блюда, которые едят на завтрак, включают кашу из кукурузной муки или поленту с молоком, сгущённым молоком или сахаров. Под британским влиянием в доминиканскую кухню вошли яйца, бекон и тосты, они популярны наряду с жареной рыбой и бананами.
Во время обеда или ужина едят овощи, плантаны, танию, ямс, картофель, рис и горох. В Доминике едят мясо и птицу, особенно курицу, которая очень популярна, говядину, рыбу, которую обычно тушат с луком, морковью, чесноком, имбирём и травами, такими как тимьян, и загущённой подливкой. Популярные блюда включают рис с горохом, тушёную курицу, тушёную говядину, жареную и тушёную рыбу, а также множество различных видов сытных рыбных бульонов и супов, с дамплингами, морковью и другими корнеплодами.
Придорожные киоски и рестораны в маленьких городках обычно подают жареного цыплёнка, рыбу с жареным картофелем и «тейсти бейкс» (англ. tasty bakes, «вкусную выпечку»), которая представляет собой жареное тесто из муки, воды и сахара или соли, которое подают вместе с холодными напитками. На острове выращивают множество фруктов, в том числе бананы, кокосы, папайю, гуаву, ананасы и манго, которые едят в качестве десерта, делают пюре или соки и смузи.
Национальным блюдом Доминики был «горный цыпленок», или Антильский свистун — лягушка, сrapaud, которая является эндемиком Доминики и Монтсеррата, и до недавнего времени массово употреблялась в пищу местными жителями. Это охраняемый вид, обитающий на возвышенностях, и его можно поймать только с осени по февраль. Однако с 2013 года новым национальным блюдом стал суп калаллу (англ. Calalloo soup), приготовленный из зелёных листьев таро, овощей и мяса.

## Напитки
Реки, стекающие с гор, обеспечивают Доминику обильным запасом пресной воды. Чайная культура Доминики имеет долгую историю. Многие традиционные лечебные чаи произошли из культуры аборигенов острова — карибов.
Среди современных традиционных алкогольных напитков — ромовый пунш и смузи.
Доминика варит собственное пиво под маркой Kubuli.